# Stefano Napolitano
Stefano Napolitano (ur. 11 kwietnia 1995 w Bielli) – włoski tenisista.

## Kariera tenisowa
Zawodowym tenisistą Napolitano jest od 2012 roku.
W grze pojedynczej wygrał jeden turniej o randze ATP Challenger Tour.
W drabince głównej Wielkiego Szlema zadebiutował podczas French Open 2017, przechodząc najpierw przez eliminacje. Z turnieju głównego odpadł w drugiej rundzie, po porażce z Diegiem Schwartzmanem.
W rankingu gry pojedynczej najwyżej był na 152. miejscu (12 czerwca 2017), a w klasyfikacji gry podwójnej na 182. pozycji (3 kwietnia 2017).

### Zwycięstwa w turniejach ATP Challenger Tour w grze pojedynczej
| Końcowy wynik | Nr | Data              | Turniej | Nawierzchnia  | Przeciwnik           | Wynik finału |
| ------------- | -- | ----------------- | ------- | ------------- | -------------------- | ------------ |
| Zwycięzca     | 1. | 13 listopada 2016 | Urtijëi | Twarda (hala) | Alessandro Giannessi | 6:4, 6:1     |